# Langegracht (Leiden)

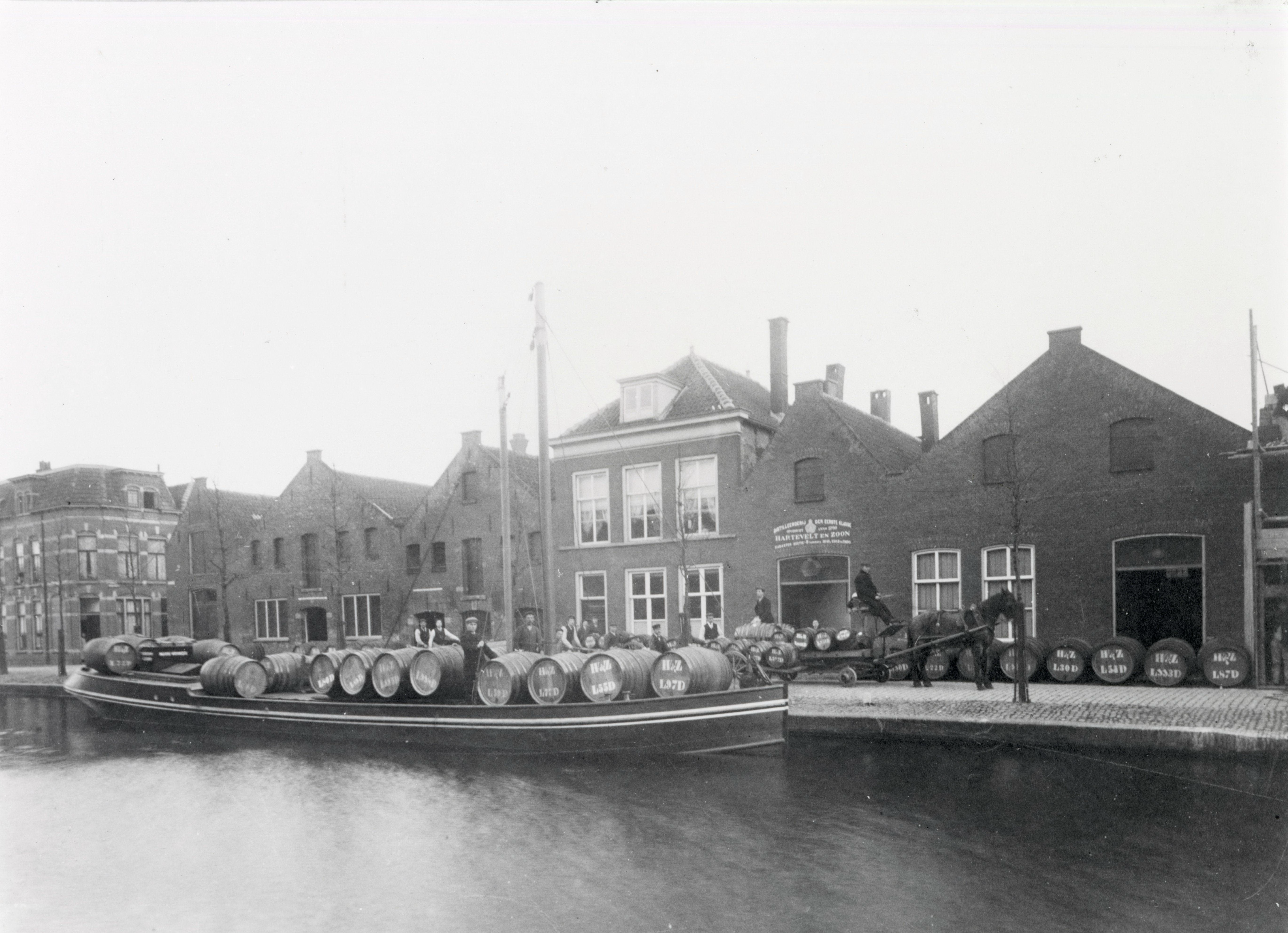
Distilleerderij "De Franse Kroon" van Hartevelt & Zoon circa 1910 aan de toenmalige Langegracht.

De Langegracht is een weg en voormalige gracht in de noordelijke binnenstad van de Nederlandse stad Leiden.

## Geschiedenis
De gracht was een belangrijk onderdeel van de noordelijke stadsuitbreiding van 1611, die werd aangelegd ten noorden van de Oude Vest. De Langegracht werd evenwijdig aan de Oude Vest aangelegd als centrale as van het nieuwe stadsdeel.
In de 19e eeuw werd het gebied rond de Langegracht het centrum van de Leidse industrie. Nadat de stadswallen en bolwerken ten noorden van de Langegracht hun functie hadden verloren werden hier veel industriële bedrijven gevestigd. De elektriciteitscentrale van E.ON met de ruim 80 meter hoge schoorsteen herinnert nog aan het industriële verleden van de plek.
In de jaren 60 werd besloten het gebied te moderniseren. De Langegracht moest onderdeel worden van de zogenaamde Cityring, waarvoor een doorbraak naar de Hooigracht werd gemaakt. De gracht werd in 1964 gedempt. Hierna werden oude fabrieksgebouwen en andere bouwvallige gebouwen gesloopt en vervangen door woon- en utiliteitsgebouwen (o.a. het Stadsbouwhuis) en een stadspark (Huigpark).
De gevolgen van het industriële verleden en de modernisatie in de jaren 60 en 70 zijn duidelijk te zien in het huidige uiterlijk van de Langegracht, waar de bebouwing wordt gekenmerkt door grote schaalverschillen en bouwstijlen. Kleine 17e-eeuwse wevershuisjes staan zij aan zij met grote appartementsgebouwen die op de plaats van oude fabrieken zijn verrezen.

## Belangrijke gebouwen en functies
- Politiebureau Leiden-Centrum (nr.11)
- Stadsbouwhuis (nr. 72)
- Energiecentrale van E.On (De Lichtfabriek)